# Ștefan Baștovoi
Ștefan Baștovoi (Chisináu, 4 de agosto de 1976) es un monje, ensayista, poeta, novelista, teólogo y escritor moldavo en lengua rumana.

## Biografía
El monje Savatie con el nombre laico de Ștefan Baștovoi, nació en la familia de un profesor de filosofía, de la propaganda del ateísmo científico. Hasta el monacato, se encontraba anclado en las concepciones de su padre.
Se graduó en el Instituto de Arte «Octav Băncilă» de Iași. Cuando estaba en el cuarto de bachillerato (XII clase), fue ingresado en el hospital Socola donde escribió el ciclo Un diazepam para Dios, que lo consagró como poeta.
Más tarde, ganó los premios de las revistas Convorbiri literare, Timpul, Dacia literară. En 1993, publicó poesía, cuentos, extractos de novela, ensayos y artículos en las principales revistas literarias en Rumania y Besarabia. Entre 1996-1998 fue estudiante de la Facultad de Filosofía de la Universidad de Oeste de Timisoara, que finalmente abandonó.
En 1999 fue tonsurado monje, tomando el nombre Savatie. El 28 de octubre de 2000 fue ordenado hierodiácono, el 4 de agosto de 2002. Vive en el Monasterio «Noul Neamț» en la aldea de Chițcani, situado entre Tiraspol y Bender, Transnistria (parte separada de la República de Moldavia). Liderando la revista espiritualidad ortodoxa Ekklesiay enseñó Teológicoiconografía al Seminario de Chișinău, con sede en Monasterio Noul-Neamț. Él es el fundador de la editorial Cathisma en Bucarest.

## Obra literaria deSavatie Baștovoi
- Elefantul promis (El elefante prometido), poemas (1996), premiado con el premio de debut de la Unión de los Escritores Moldavos, el premio del Salon Nacional del Libro en Iasi, el premio del Salon Nacional del Libro en Chisinau, Premio de la Fundación Soros.
- Cartea războiului - (Libro de Guerra), poemas (1997)
- Peștele pescar (o poveste) - (Rape (una historia)), poemas (1998)
- Casa timpului - (La casa del tiempo) - poemas (1999)
- Idol sau icoană? (Ídolo o icono) (2000)
- Între Freud și Hristos - (Entre Freud y Cristo) (2001; ed. II 2002; ed. III 2005; ed IV 2006; ed V 2010. Traducido al macedonio)
- În căutarea aproapelui pierdut - (En busca del vecino perdido) (2002)
- Curaj și libertate în Ortodoxie - El coraje y la libertad en la Ortodoxia (2002)
- Dragostea care ne smintește - (El amor que nos enloquece) (2003)
- Ortodoxia pentru postmoderniști - (La ortodoxia por postmodernos) (2001; ed. II adăugită, 2009)
- Nebunul - (El loco), roman (2006, traducido al ruso)
- A iubi înseamnă a ierta - (Amar significa perdonar) (2006)
- Pietrele vorbesc - mic tratat despre predică - (Las piedras hablan - pequeño tratado sobre la predicación) (2008; ed. II 2011)
- Iepurii nu mor -  (Los conejos no mueren), roman (2002; editura a II-a, 2007, traducida al francés Editura Jaqueline Chambon, grup Actes Sur)
- Audiență la un demon mut - Audiencia a un demonio mudo (2009)
- Diavolul este politic corect (El diablo es políticamente correcto) (2010)
- Cronici incomode - (Crónicas incómodas) (2011)
- Fuga spre cîmpul cu ciori - amintiri dintr-o copilărie ateistă - (Correr al campo con los cuervos - Memorias de un ateo de la niñez) (2012)

## Afiliaciones
- Miembro de la Unión de los Escritores de Moldovia desde 1996
- Miembro de la Unión de los Periodistas de Moldovia desde 2006